# NGC 3897
NGC 3897 é uma galáxia espiral barrada (SBbc) localizada na direcção da constelação de Ursa Major. Possui uma declinação de +35° 00' 57" e uma ascensão recta de 11 horas, 48 minutos e 59,4 segundos.
A galáxia NGC 3897 foi descoberta em 28 de Abril de 1785 por William Herschel.